# San Antonio de Los Altos
San Antonio de Los Altos es una ciudad venezolana ubicada en los Altos Mirandinos en el Municipio Los Salias, Estado Miranda, Venezuela, hace parte de la Gran Caracas a 14 km de Caracas —capital del país— por la Carretera Panamericana, y a 15 km de Los Teques, capital del Estado Miranda. Su población es de 110 271 habitantes, según el censo de 2024.
Su población dominante es de origen español y tradición religiosa católica, de allí el dominio de festividades patronales locales en honor a San Antonio de Padua. Otros pobladores de origen europeo como los croatas e italianos les seguían en cantidad.

## Etimología
Originalmente se llamó "San Antonio de Medinaceli" por disposición de Diego de Melo Maldonado, gobernador de la Provincia que la fundó por decreto el 1 de mayo de 1683.
Posteriormente le fue conferido oficialmente el nombre de San Antonio de Los Altos en alusión al Santo Patrón de la población y a la característica montañosa de la región.

## Historia
San Antonio de Medinaceli, hoy conocido como San Antonio de Los Altos, fue fundado el 1.º de mayo de 1683, siendo la población más antigua de los Altos Mirandinos, en el estado Miranda, Venezuela.
El fundador oficial, aunque solo en términos administrativos, fue Diego de Melo Maldonado, entonces gobernador y capitán general de la Provincia de Venezuela.
El fundador efectivo y real fue Juan Mijares de Solórzano y Monasterios, primer marqués de Mijares, quien en el año 1692 donó un lote de tierras a cuarenta familias inmigrantes provenientes de las Islas Canarias, con el propósito de que las cultivaran y establecieran su residencia en la zona.
Este acto de donación marcó el inicio del poblamiento organizado de San Antonio, consolidando su papel como núcleo agrícola y social en la región montañosa del centro-norte venezolano.
Estos primeros pobladores, de lo que posteriormente se constituyó como el pueblo de San Antonio de Los Altos, se dedicaron a las labores de agricultura, y a través de su trabajo y esfuerzo construyeron las bases sobre las que hoy se cimienta el municipio Los Salias.
Hacia 1950 San Antonio de Los Altos se caracterizaba por ser un pueblo agricultor, pero a partir de 1955, con la puesta en funcionamiento de la carretera Panamericana, comenzó el proceso de urbanización que se tradujo en la construcción de numerosas zonas residenciales, viviendas unifamiliares y multifamiliares, para una población de clase alta y media conformada por profesionales, técnicos y comerciantes provenientes de Caracas.
Este proceso se acentuó en la década de los '70, dando lugar a un violento crecimiento de la región, y la consecuente explosión demográfica, a la vez que se convirtió en una ciudad dormitorio o ciudad satélite de la capital de la República.
San Antonio de Los Altos fue durante muchos años una localidad foránea que dependía del antiguo distrito Guaicaipuro, ahora municipio. Esta situación cambió el 17 de noviembre de 1982, fecha en la cual se creó el municipio Los Salias, según decreto emitido por la Asamblea Legislativa del Estado Miranda.
Esta nueva categoría daba respuesta a un deseo de los habitantes de Los Salias, quienes introdujeron en 1982 un proyecto de factibilidad en el cual se esbozaban las condiciones económicas, políticas y sociales que poseía San Antonio de Los Altos, que le permitían ser elevado a la condición de municipio autónomo.
Fue a partir de noviembre de 1982 que quedó formalmente constituido el municipio Los Salias, cuya jurisdicción se estableció en el territorio donde se ubicaba el municipio foráneo San Antonio de Los Altos, siendo su capital la ciudad del mismo nombre. Su funcionamiento oficial debía regirse en el mes de junio de 1984 de acuerdo a lo pautado en el artículo 18 de la Ley Orgánica de Régimen Municipal vigente para el año 1978.
Hoy día, vive gran parte de la segunda y tercera generación de sanantoñeros, la mayoría hijos de emigrantes afincados entre los años 50 y 70 del siglo XX.

## Geografía
Limita con el Distrito Capital, el Municipio Carrizal, el Municipio Guaicaipuro y el Municipio Baruta. Abarca una extensión de unos 55 km² y tiene una altitud promedio de 1600 m s. n. m.

### Clima
San Antonio de Los Altos posee un clima lluvioso moderado debido a su ubicación geográfica, ya que está situado entre montañas. El clima en la mañana puede estar alrededor de los 15 °C y en la tarde en 28 °C siendo cambiante. Cabe destacar que tanto sus habitantes como los turistas, lo que más les atrae de la entidad mirandina es su fresco y agradable clima. 
| Parámetros climáticos promedio de San Antonio de Los Altos, Venezuela | Parámetros climáticos promedio de San Antonio de Los Altos, Venezuela | Parámetros climáticos promedio de San Antonio de Los Altos, Venezuela | Parámetros climáticos promedio de San Antonio de Los Altos, Venezuela | Parámetros climáticos promedio de San Antonio de Los Altos, Venezuela | Parámetros climáticos promedio de San Antonio de Los Altos, Venezuela | Parámetros climáticos promedio de San Antonio de Los Altos, Venezuela | Parámetros climáticos promedio de San Antonio de Los Altos, Venezuela | Parámetros climáticos promedio de San Antonio de Los Altos, Venezuela | Parámetros climáticos promedio de San Antonio de Los Altos, Venezuela | Parámetros climáticos promedio de San Antonio de Los Altos, Venezuela | Parámetros climáticos promedio de San Antonio de Los Altos, Venezuela | Parámetros climáticos promedio de San Antonio de Los Altos, Venezuela | Parámetros climáticos promedio de San Antonio de Los Altos, Venezuela |
| Mes                                                                   | Ene.                                                                  | Feb.                                                                  | Mar.                                                                  | Abr.                                                                  | May.                                                                  | Jun.                                                                  | Jul.                                                                  | Ago.                                                                  | Sep.                                                                  | Oct.                                                                  | Nov.                                                                  | Dic.                                                                  | Anual                                                                 |
| --------------------------------------------------------------------- | --------------------------------------------------------------------- | --------------------------------------------------------------------- | --------------------------------------------------------------------- | --------------------------------------------------------------------- | --------------------------------------------------------------------- | --------------------------------------------------------------------- | --------------------------------------------------------------------- | --------------------------------------------------------------------- | --------------------------------------------------------------------- | --------------------------------------------------------------------- | --------------------------------------------------------------------- | --------------------------------------------------------------------- | --------------------------------------------------------------------- |
| Temp. máx. media (°C)                                                 | 23.6                                                                  | 24.5                                                                  | 25                                                                    | 27.8                                                                  | 28.8                                                                  | 29.3                                                                  | 30.9                                                                  | 30.1                                                                  | 29                                                                    | 28.4                                                                  | 26.6                                                                  | 24.6                                                                  | 27.4                                                                  |
| Temp. media (°C)                                                      | 20.2                                                                  | 20                                                                    | 21.9                                                                  | 22.5                                                                  | 23.7                                                                  | 23                                                                    | 23.9                                                                  | 22.8                                                                  | 22.4                                                                  | 21.2                                                                  | 21                                                                    | 20.3                                                                  | 21.9                                                                  |
| Temp. mín. media (°C)                                                 | 14.1                                                                  | 14                                                                    | 16.1                                                                  | 18.4                                                                  | 18.6                                                                  | 17.8                                                                  | 18.9                                                                  | 17.5                                                                  | 16.5                                                                  | 16.1                                                                  | 15.1                                                                  | 14.7                                                                  | 16.5                                                                  |
| Precipitación total (mm)                                              | 97                                                                    | 95                                                                    | 100                                                                   | 106                                                                   | 110                                                                   | 112                                                                   | 123                                                                   | 127                                                                   | 136                                                                   | 136                                                                   | 125                                                                   | 99                                                                    | 1366                                                                  |
| Días de lluvias (≥ )                                                  | 9                                                                     | 9                                                                     | 9                                                                     | 10                                                                    | 12                                                                    | 10                                                                    | 11                                                                    | 12                                                                    | 12                                                                    | 10                                                                    | 12                                                                    | 9                                                                     | 125                                                                   |
| Humedad relativa (%)                                                  | 81                                                                    | 81                                                                    | 81                                                                    | 81                                                                    | 84                                                                    | 85                                                                    | 86                                                                    | 86                                                                    | 82                                                                    | 81                                                                    | 83                                                                    | 81                                                                    | 82.7                                                                  |
| Fuente: The Weather Channel Interactive, Inc. Octubre del 2011        |                                                                       |                                                                       |                                                                       |                                                                       |                                                                       |                                                                       |                                                                       |                                                                       |                                                                       |                                                                       |                                                                       |                                                                       |                                                                       |

## Educación
La entidad está conformada por diferentes instituciones públicas y privadas

### Universidades
- Universidad Nacional Abierta (UNA).
- Universidad Bicentenaria de Aragua (UBA) (Núcleo San Antonio de Los Altos).
- Universidad de Trabajadores de la América Latina (UTAL).
- Centro Nacional de Formación Simón Rodríguez.

### Colegios
- U.E. Los Castores (cerró sus puertas en julio de 2022)
- Colegio Mater Dei.
- U.E Nuestra Señora De Los Reyes

• U.E.N.B. Filomena Antonia Palma de Castro
- Colegio Enrique María Dubuc.
- U.E Colegio Valle Alto.
- Escuela Comunitaria.
- U.E Maria Montessori.
- U.E Santa Mariana de Jesús.
- U.E José María Vargas.
- U.E Edith Stein.
- U.E Nuestra Señora De Los Reyes
- U.E Martín Tovar y Tovar.
- U.E Los Salias.
- Liceo Boris Bossio.
- Liceo Luis Eduardo Egui Arocha.
- Instituto de Educación Especial Paula Correa.
- Colegio Obra del Buen Consejo.
- U.E Instituto Educacional San Antonio.
- U.E.E José Leonardo Chirinos.

## Parroquias Eclesiásticas
Otras dependencias religiosas visitadas con frecuencia por devotos religiosos en el Municipio Los Salias:
- Parroquia Eclesiástica San Antonio de Padua, ubicada en el casco histórico del municipio.
- Parroquia Eclesiástica Sagrada Familia, ubicada en la urbanización Los Castores.
- Parroquia Eclesiástica La Natividad del Señor, ubicada en Terrazas de La Rosaleda Sur.
- Parroquia Eclesiástica Santísima Trinidad, ubicada en la urbanización Las Minas.
- Parroquia Eclesiástica Sagrado Corazón de Jesús, ubicada en el sector de El Cují.